# Finlandia na Letnich Igrzyskach Olimpijskich 1980
Finlandię na Letnich Igrzyskach Olimpijskich 1980 reprezentowało 105 zawodników, 99 mężczyzn i 6 kobiet.

## Zdobyte medale
| Medal  | Zawodnik                      | Dyscyplina    | Konkurencja                               | Rezultat    |
| ------ | ----------------------------- | ------------- | ----------------------------------------- | ----------- |
| Złoto  | Tomi Poikolainen              | Łucznictwo    | Turniej indywidualny mężczyzn             | 2455 pkt    |
| Złoto  | Pertti Karppinen              | Wioślarstwo   | Jedynki mężczyzn                          | 7:09,61     |
| Złoto  | Esko Rechardt                 | Żeglarstwo    | Jednoosobowe łodzie żaglowe mężczyzn      | 64,7 pkt    |
| Srebro | Kaarlo Maaninka               | Lekkoatletyka | Bieg na 10 000 m mężczyzn                 | 13:22,0     |
| Brąz   | Paivi Meriluoto               | Łucznictwo    | Turniej indywidualny kobiet               | 2449 pkt    |
| Brąz   | Kaarlo Maaninka               | Lekkoatletyka | Bieg na 5 000 m mężczyzn                  | 27:44,3     |
| Brąz   | Georg Tallberg Jouko Lindgren | Żeglarstwo    | Klasa 470 mężczyzn                        | 54,7 pkt    |
| Brąz   | Mikko Huhtala                 | Zapasy        | Waga do 74 kg w stylu klasycznym mężczyzn | [ 5 ] [ 6 ] |